# Baltimore Comets
I Baltimore Comets fu una franchigia calcistica statunitense, con sede a Baltimora.

## Storia
La franchigia nacque nel 1974 a Baltimora (Maryland) con il nome di Baltimore Comets. Fecero l'esordio nel campionato NASL quello stesso anno, arrivando secondi nell'East Division e perdendo ai quarti di finale. L'anno seguente la squadra non riuscì a qualificarsi ai play-off ed al termine della stagione si trasferì a San Diego dove prese il nome di San Diego Jaws. 
In entrambe le stagioni, la squadra fu allenata da Doug Millward.